# خوسيه لويس سوسا
خوسيه لويس سوسا (بالإسبانية: José Luis Sosa) هو لاعب كرة قدم أوروغواياني، ولد في 1956. شارك مع منتخب الأوروغواي لكرة القدم. أما مع النوادي، فقد لعب مع جيمناسيا لابلاتا.

## وصلات خارجية
- خوسيه لويس سوسا على موقع قاعدة بيانات كرة القدم.إي يو (الإنجليزية)
- خوسيه لويس سوسا على موقع ناشيونال فوتبول تيمز (الإنجليزية)